# Кундашли
Кундашли́ (рос. Кундашлы, башк. Көндәшле) — присілок у складі Балтачевського району Башкортостану, Росія. Адміністративний центр Кундашлинської сільської ради.
Населення — 597 осіб (2010; 784 2002).
Національний склад:
- башкири — 69 %
- татари — 31 %